# Condado de Albatera

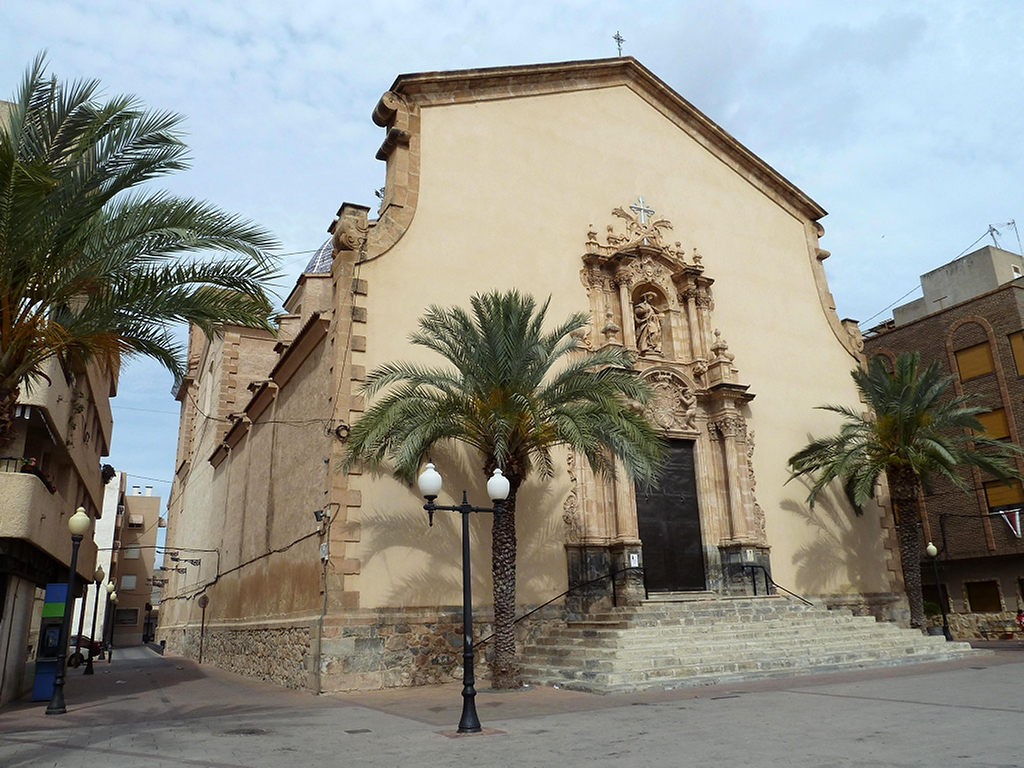
Iglesia de Santiago Apóstol (Albatera), mandada construir por el primer conde.

El condado de Albatera es un título de nobiliario español creado el 20 de enero de 1628 por el rey Felipe IV a favor de Gaspar de Rocafull Boil y Mercader, señor de Albatera, de Bétera y de Gilvella.
Su denominación hace referencia al municipio español de Albatera, en la Comunidad Valenciana. Situado en el sur de la provincia de Alicante, en la comarca de la Vega Baja.

## Condes de Albatera
|                        | Titular                                          | Periodo                |
| Creación por Felipe IV | Creación por Felipe IV                           | Creación por Felipe IV |
| ---------------------- | ------------------------------------------------ | ---------------------- |
| I                      | Gaspar de Rocafull Boil y Mercader               | 1628-1665              |
| II                     | Ramón de Rocafull y Puixmarín                    | 1665- ?                |
| III                    | Guillén Manuel de Rocafull-Puixmarín y Rocabertí | ? -1723/8              |
| IV                     | Giner Francisco Rabasa de Perellós y Lanuza      | 1723 -1820             |
| V                      | Giner Rabasa de Perellós y Palafox               | 1820- 1843             |
| VI                     | María de los Dolores de Marimón y de Query       | 1843-1865              |
| VII                    | Francisco de Paula de Arróspide y Marimón        | 1865 - 1897            |
| VIII                   | María del Carmen de Arróspide y Ruiz del Burgo   | 1897- ?                |
| IX                     | José María de Arróspide y Ruiz del Burgo         | - 1956                 |
| X                      | Francisco de Paula de Arróspide y Olivares       | 1956-1986              |
| XI                     | Fernando de Arróspide y Olivares                 | 1986-1994              |
| XII                    | Juan José de Arróspide de la Colina              | 1994-actual titular    |

## Historia de los condes de Albatera
- Gaspar de Rocafull Boil y Mercader (1595-1665), I conde de Albatera.

1. Casó con Juana Puixmarín y Coque, III señora de Guadalupe (Murcia).

Le sucedió su hijo:
- Ramón de Rocafull y Puixmarín, II conde de Albatera y IV señor de Guadalupe (Murcia).

1. Casó con Elisenda de Rocabertí, IV marquesa de Anglesola.

Le sucedió su hijo:
- Guillén Manuel de Rocafull-Puixmarín y Rocabertí (f. en 1723/8), III conde de Albatera, V marqués de Peralada, conde de Santa María de Formiguera, vizconde de Rocabertí.

1. Casó con María Antonia Ximénez de Urréa y Fernández de Heredia, marquesa de Vilueña. Sin descendientes.

Le sucedió:
- María Helena de Lanuza y de Boxadors, IV condesa de Albatera.

1. Casó con Genaro de Rabasa de Perellós, III marqués de Dos Aguas, VI conde de Plasencia.

Le sucedió su hijo:
- Ginés Francisco Rabasa de Perellós y Lanuza (f. en 1820), V conde de Albatera, IV marqués de Dos Aguas, VII conde de Plasencia.

1. Casó con María Joaquina de Palafox y Silva

Le sucedió su hijo:
- Giner Rabasa de Perellós y Palafox (1786-1843), VI conde de Albatera, V marqués de Dos Aguas, VIII conde de Plasencia.Sin descendientes.

Le sucedió:
- María de los Dolores de Marimón y Queri (1819-1865), VII condesa de Albatera, X marquesa de Boil, VII marquesa de Serdañola, VI marquesa de Dos Aguas, XIII condesa de la Revilla, IX condesa de Plasencia, XIII baronesa de Náquera.

1. Casó con José María de Arróspide y Charcót.

Le sucedió su hijo:
- Francisco de Paula de Arróspide y Marimón (1847-1897), VIII conde de Albatera, XI marqués de Boil.

1. Casó con Francisca Ruiz del Burgo y Basabrú, hija de José Ruiz del Burgo y Basabrú, II conde de Casillas de Velasco.

Le sucedió, en 1897:
- María del Carmen de Arróspide y Ruiz del Burgo, IX condesa de Albatera.

Le sucedió su hijo:
- José María de Arróspide y Ruiz del Burgo, X conde de Albatera, XII marqués de Boil.

1. Casó con su prima hermana, María Rafaela de Olivares y Ruiz del Burgo, hija de María Josefa Ruiz del Burgo y Basabrú, III condesa de Casillas de Velasco.

Le sucedió en 1956, su hijo:
- Francisco de Paula de Arróspide y Olivares, XI conde de Albatera.

Le sucedió en 1986:
- Fernando de Arróspide y Olivares (n. en 1915), XII conde de Albatera.

Le sucedió en 1994:
- Juan José de Arróspide y de la Colina (n. en 1945), XIII conde de Albatera.

1. Casó con María Isabel García Gómez.